# Ina Garten

Ina Rosenberg Garten, née le 2 février 1948, est une écrivaine américaine, présentatrice de l'émission Barefoot Contessa sur la chaîne de télévision gastronomique américaine Food Network. Elle était auparavant analyste politique en matière nucléaire au sein de l'administration des présidents Gerald Ford et Jimmy Carter. Elle est maintenant vedette du programme télévisé Barefoot Contessa sur la chaîne Food Network.

## Biographie
Ina Garten est connue pour imaginer des recettes où elle utilise de préférence des produits frais et donne des conseils pour gagner du temps ; elle avait été remarquée par Martha Stewart, Oprah Winfrey, et Patricia Wells pour ses activités dans le domaine de la cuisine et de l'entretien de la maison.
N'ayant reçu aucune formation théorique, elle a appris toute seule les techniques culinaires à l'aide de livres de cuisine de France et de Nouvelle-Angleterre. Par la suite, en s'appuyant sur son intuition et les réactions de ses clients et de ses amis, elle a perfectionné ses recettes. Elle a surtout appris grâce à Eli Zabar, propriétaire du Eli's Manhattan et du Eli's Breads, et de l'émission culinaire de l'animatrice et auteure Martha Stewart. Parmi ses plats on trouve le cœur la crème, le céleri rémoulade, le clafoutis de poire, et une version simplifiée du bœuf bourguignon. Sa carrière culinaire a commencé avec son magasin d'alimentation fine, Barefoot Contessa ; elle a ensuite étendu ses activités en rédigeant plusieurs livres de cuisine à succès, des articles importants dans des magazines, en vendant des produits à sa propre marque de marque, et en animant une émission devenue célèbre sur la chaîne de télévision Food Network.

## Œuvres
- The Barefoot Contessa Cookbook, Clarkson Potter, 1999
- Barefoot Contessa Parties! Ideas and Recipes For Easy Parties That Are Really Fun, Clarkson Potter, 2001
- Barefoot Contessa Family Style: Easy Ideas and Recipes That Make Everyone Feel Like Family, Clarkson Potter, 2002
- Barefoot in Paris: Easy French Food You Can Make at Home, Clarkson Potter, 2004
- Barefoot Contessa at Home: Everyday Recipes You'll Make Over and Over Again, Clarkson Potter, 2006
- Barefoot Contessa Back to Basics: Fabulous Flavor from Simple Ingredients, Clarkson Potter, 2008

## Sources
- (en) Cet article est partiellement ou en totalité issu de l’article de Wikipédia en anglais intitulé « Ina Garten » (voir la liste des auteurs).